# آلبرت اوگانسیان
آلبرت ادواردی اوگانسیان (اوگانزوف) ( روسی: Альберт Эдуардович Оганезов؛ ۱۰ فوریهٔ ۱۹۴۹ – ۲۹ دسامبر ۲۰۰۲) بازیکن هندبال در پست ارمنی‌تبار اهل روسیه بود که در رشته هندبال در ترکیب تیم ملی هندبال اتحاد شوروی در بازی‌های المپیک تابستانی ۱۹۷۲ به رقابت پرداخت.

## زندگی ورزشی
وی در تیم‌های باشگاه ام‌ای‌آی مسکو و زسکا مسکو بازی کرد. وی همچنین عضو تیم ملی هندبال اتحاد شوروی بود و در بازی‌های المپیک تابستانی ۱۹۷۲ بازی کرد.

## افتخارات
- قهرمان اتحاد شوروی (۱۹۶۸٬۱۹۷۰٬۱۹۷۱٬۱۹۷۲٬۱۹۷۴٬۱۹۷۵٬۱۹۷۶٬۱۹۸۰).

## زندگی‌نامه
وی در ۱۰ فوریهٔ ۱۹۴۹ به دنیا آمد . وی همچنین برنده جوایزی همچون شد. در ۲۹ دسامبر ۲۰۰۲ درگذشت و در آرامستان کاچالوفسکی در مسکو به خاک سپرده شد.